# Lycastis
Lycastis är ett släkte av ringmaskar som beskrevs av de Savigny 1822. Lycastis ingår i familjen Nereididae.
Släktet innehåller bara arten Lycastis brevicornis.